# باسم مغنية
باسم مغنية (9 يناير 1974-) ممثل مخرج ومغني لبناني.

## حياته ومشواره المهني
ولد في بيروت لعائلة مسلمة مكونة من خمس شقيقات وانتقل مع عائلته خلال الحرب الأهلية اللبنانية للقرية، درس في قرية اسمها (العباسية) ونشأ في قرية (طير دبا) في الجنوب اللبناني، كان بطلًا رياضيًا في مختلف الألعاب، وحاز على جوائز عدة في الكاراتيه وكرة السلة، بجانب الميدالية البرونزية في الرياضة المائية ببطولة البحر الأبيض المتوسط عام 1993، رفض منحة لدراسة الطب في فرنسا، حصل على البكالوريوس في شعبة الرياضيات عام 1994، التحق بالمعهد العالي للفنون الجميلة حيث، ودخل الجامعة اللبنانية، معهد الفنون الجميلة قسم إخراج وتمثيل وتخرج عام 1998  وكان بطل لبنان في الكاراتيهانطلاقته كانت آواخر التسعينيات في التمثيل المسرحي كما كان له تجارب في الغناء الإخراج والإعلانات

### حياته الأسرية
في ديسمبر 2012 عقد قرانه على اختصاصية التغذية «شيرين منسي» من قرية غوسطا في قضاء كسروان، بعد قصة حب دامت سنوات وتزوجا مدنيا في قبرص وفق القانون المدني بحكم انتماء كل منهما إلى طائفة مختلفة.

## أعماله

### في التلفزيون
- (2025):بالدم
- (2024):بيوت من ماء
- (2023):الأجهر
- (2022):التحدي السر
- (2021):للموت
- (2021):قارئة الفنجان
- (2020):سكر زيادة
- (2020):النهاية
- (2020):رياح الشمال
- (2020):سر
- (2019): الحب جنون ج2 خماسية «نيجاتيف»
- (2019): أسود
- (2018): ثورة الفلاحين
- (2018):طلعت روحي
- (2018):كل الحب كل الغرام
- (2018):تانغو
- (2017):لا تطفئ الشمس
- (2017):الشقيقتان
- (2016):البيت الكبير
- (2016):مدرسة الحب ثلاثية "ليه يا بحر،"حنين"
- (2016):صرخة روح 4 خماسية «ليلة حمراء»
- (2015): 24 قيراط
- (2015):عين الجوزة
- (2015): درب الياسمين
- (2014): ياسمينة
- (2015): قيامة البنادق
- (2013): العشق المجنون
- (2012): من كل قلبي
- (2012):الغالبون 2
- (2011):الشحرورة
- (2011):جنى العمر
- (2010):ملكة في المنفى
- (2010): إلى يارا
- (2010): الحب الممنوع
- (2009): شيء من القوة
- (2009): رياح الثورة
- (2008): زهرة الخريف
- (2008): ورود ممزقة
- (2007): مش ظابطة
- (2007): مطلوب عروس[5]
- (2007): دموع الندم
- (2007): نضال
- (2006): حصاد المواسم
- (2005): خطايا صغيرة
- (2004): رجل من الماضي
- (2002): الجبال حين تنهار
- (2001): المحتالة
- (1999): رمح النار
- (1998): امرأة من زمن الحب
- (1997): تجارة عن تراضٍ
- (1997): الوريث
- (1997): طالبين القرب
- (1995):العاصفة تهب مرتين

### في السينما
- (2018):شهاب من نور
- (2015):السيدة الثانية
- (2015):السر المدفون
- (2015): نقطة فداء[6]
- (2012): في غياب من أحب
- (2012): 33 يوم
- (2004):الباحثات عن الحرية

### في المسرح
- «رغبة تحت شجرة الدردار»
- «الرغيف»
- «الفحل»
- «شتي يا دني صيصان»
- يا اسكندرية بحرك عجائب”
- “الجريمة والعقاب”
- “أيام قرطاج المسرحية”

### في الغناء
- بعرف صوتك
- من عيوني
- أنت كتير علي
- بعدو الحليوة

### في الإخراج
- (2015): فرصة عيد[7]
- (1998): سامحني حبيبي
- أخرج العديد من الأغاني المصورة لعدة فنانين

## جوائز
- (1998): جائزة (أفضل فيلم جامعي) في لبنان بعنوان (سامحني حبيبي)  لبنان
- (2011): جائزة أفضل ممثل وتم تكريمه في راديو ميلودي  لبنان[8]
- (2012): جائزة أفضل ممثل عن فيلم «33 يوم»  لبنان
- (2015): جائزة أفضل ممثل عن فيلم السر المدفون في (نيس):  فرنسا
- (2018): أفضل ممثل لرمضان في اذاعة صوت لبنان عن مسلسل كل الحب كل الغرام[9]
- (2019): جائزة الموريكس دور كأفضل ممثل عن عملي تانغو وثورة الفلاحين[10]  لبنان
- (2021) - تكريم من مهرجان «الموريكس دور» عن مجمل أعماله[11]